# Frontera entre Ruanda y Uganda

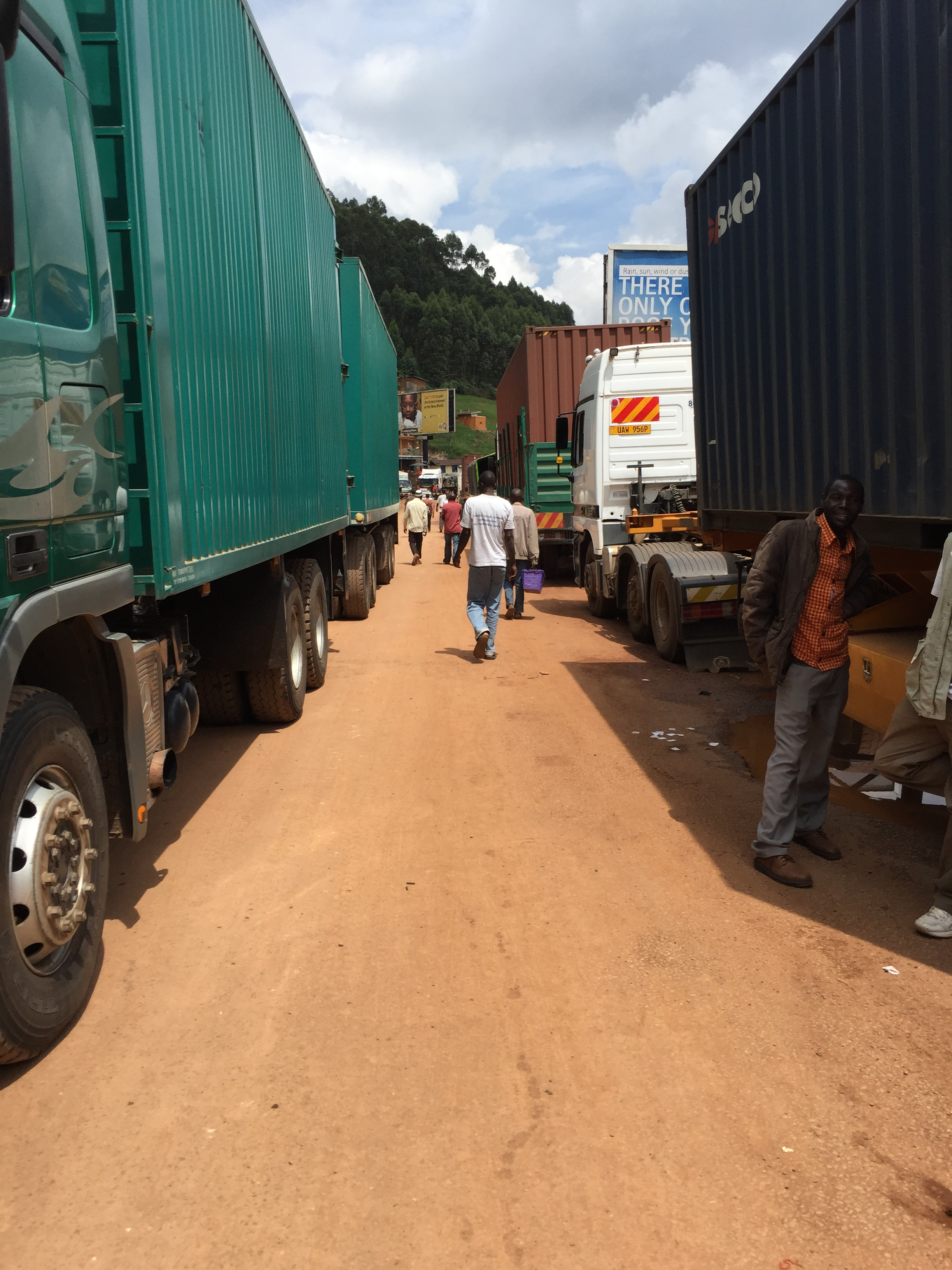
Camiones en espera cerca a la frontera entre Uganda y Ruanda (2015).

La frontera entre Uganda y Ruanda es un lindero internacional continuo de 169 kilómetros que separa a Uganda y a Ruanda, en África Oriental.
Su extremo oriental es la triple frontera entre los dos países y la República Democrática del Congo, en las proximidades de Ruhengen (Ruanda). Al oriente está la triple frontera con Tanzania. Separa las provincias ruandeses del Norte y Este de la región ugandesa del Oeste (distritos de Kabale, Kisoro y Ntugamo), así como un pequeño fragmento del tradicional reino de Ankole. Atraviesa los volcanes extintos Sabinio, Mgahinga y Muhabura en las montañas Virunga, reuniendo el parque nacional de los Volcanes de Ruanda, el parque nacional de Mgahinga Gorilla de Uganda, y el parque nacional Virunga en la vecina República Democrática del Congo.
Ambos países finalizaron sus disputas fronterizas con un acuerdo en abril de 2010 con la demarcación fronteriza entre Kisoro (Uganda) y Ruhengeri (Ruanda), mediante una Comisión Fronteriza Conjunta que inició sus trabajos en 2007.